# Distretto di Sainte Marie
Il distretto di Sainte Marie è un distretto del Madagascar situato nella regione di Analanjirofo. Ha per capoluogo la città di Sainte Marie.
La popolazione del distretto è di 25 154 abitanti (censimento 2011). 